# 여고생 시집가기
"여고생 시집가기"는 2004년에 개봉한 대한민국의 영화이다.

## 캐스팅
- 임은경 : 안평강 역
- 은지원 : 박온달 역
- 임성언 : 유혜숙 역
- 김진아 : 장유선 역
- 박노식 : 노칠수 역
- 원상연 : 안씨 역
- 이칸희 : 강씨 역
- 이호성 : 박 사장 역
- 김청 : 최씨 역
- 윤희주 : 강다희 역
- 김재록 : 김 선생 역
- 김미선 : 나공주 역
- 최원길 : 원길 역
- 김희성 : 상호 역
- 최형만 : 도사 역
- 이장숙 : 무당 역
- 마리아 : 영어선생 역
- 이은미 : 양호선생 역
- 김대호 : 스님 역
- 윤기원 : 장의사 역
- 황재석 : 장수 역
- 변주연 : 어린 평강 역
- 이재민 : 어린 온달 역
- 정다빈 : 박낙랑 역
- 변경수 : 남선생 역
- 표철환 : 해병대 역
- 김진홍 : 해병대 역
- 박성균 : 부사범 역
- 김단비 : 반학생들 역
- 손성아 : 반학생들 역
- 박정율 : 불량학생 역
- 민성주 : 불량학생 역
- 고현웅 : 불량학생 역
- 채성진 : 불량학생 역
- 김철준 : 불량학생 역
- 김용운 : 불량학생 역
- 신효진 : 불량학생 역
- 김경환 : 불량학생 역
- 신대일 : 수영조교 역
- 손영순 : 분식집주인 역
- 박규채 : 라디오DJ 역 (특별출연)
- 테이 : 라디오DJ 역 (특별출연)